# ドレッバー
ドレッバー (ドイツ語: Drebber) は、ドイツ連邦共和国ニーダーザクセン州ディープホルツ郡のザムトゲマインデ・バルンストルフ（行政機関の所在地はバルンストルフ）に属す町村（以下、本項では便宜上「町」と記述する）である。

## 地理

### 位置
ドレッバーは、北のヴィルデスハウザー・ゲースト自然公園と南のデュンマーおよびレーデナー・ゲーストモーア自然公園との間、北東のバルンストルフと南西のディープホルツとの間に位置している。街の北側にはグローセ・モーア、南東にはケレンベルクがある。町内をフンテ川が流れており、町内でコルナウ川とダダウ川がこれに合流する。

### 自治体の構成
自治体ドレッバーには、コルナウ地区（フレッケン）、デッカウ地区、ヤコービドレッバー地区、マリエンドレッバー地区が属す。ドレッバーはバルンストルフに行政機関を置くザムトゲマインデ・バルンストルフに属しているマリエンドレッバーとヤコービドレッバーはフンテ川によって隔てられており、前者が西岸、後者が東岸に位置している。フンテ川とダダウ川との間にデッカウ地区がある。

## 歴史
この町は、980年に triburi として初めて文献に記録されている。Triburi（3人の農民を意味する）は、実際には小作農からかなりの収入を得る豪農であった。980年にこの3つの農場のうち1つを皇帝オットー2世がメムレーベン修道院に寄進した。もう1つの農場は皇帝ハインリヒ2世によって1020年にパーダーボルンのマインヴェルク司教に贈られた。この農場は1094年に所領の交換によりオスナブリュック司教ヴィードの所有となった。3つめのTriburi農場および教会領の半分が1085年に所領の交換によって貴族ギスラ家からオスナブリュック司教ベノの所有に移された。教会領の残り半分はディープホルツ貴族家に属していた可能性が高い。オスナブリュック司教コンラートは、1280年にディープホルツ貴族家の同意を得て、ここにマリエンドレッバー首席司祭区を創設した。証明はされていないが、マリエンドレエッバーを完全にオスナブリュック司教の支配下に組み入れる代償として、ディープホルツの貴族たちがヤコービドレッバーに独立した司祭区を設けることが許されたと考えられる。
フレッケンであるコルナウにディープホルツ貴族家によってコルナウ城が建設された。この城塞がディープホルツ城の前身であったかどうかは定かでない。コルナウ城は13世紀から14世紀に建設され、ディープホルツ領の北の防衛拠点として用いられ、時にはディープホルツ貴族家の親族の居城となっていたと考えられる。15世紀にはすでに荒廃し、崩壊したため、ヴァーゲンフェルトのアウブルク建設のための採石場と化していた。ディープホルツ伯家は、マリエンドレッバーのマイエン教会の廟所に埋葬されている。
現在の自治体ドレッバーは、1974年3月1日に、当時は独立した自治体であったコルナウ（フレッケン）、ヤコービドレッバー、マリエンドレッバーが合併して成立した。

## 行政

### 議会
ドレッバーの町議会は13議席からなる。これは人口2001人から3000人のザムトゲマインデに属す町村の議員定数に調整議席を加えた議席数である。議員は5年ごとに住民の選挙で選出される。

### 町長
町議会は、町議会議員のフリードリヒ・イーヴェン (SPD) を名誉職の町長に選出した。

### 紋章
図柄: 向かって左半分は金地に銀の冠を被った赤い獅子。向かって右半分は赤地に3枚の銀のオークの葉。

### 姉妹自治体
- ペジュフ（ポーランド語版、英語版）（ポーランド、ヴィエルコポルスカ県）1997年[6]

## 文化と見所

### 建造物
ドレッバーの建造文化財リストには、以下の物件を含む11件が登録されている。

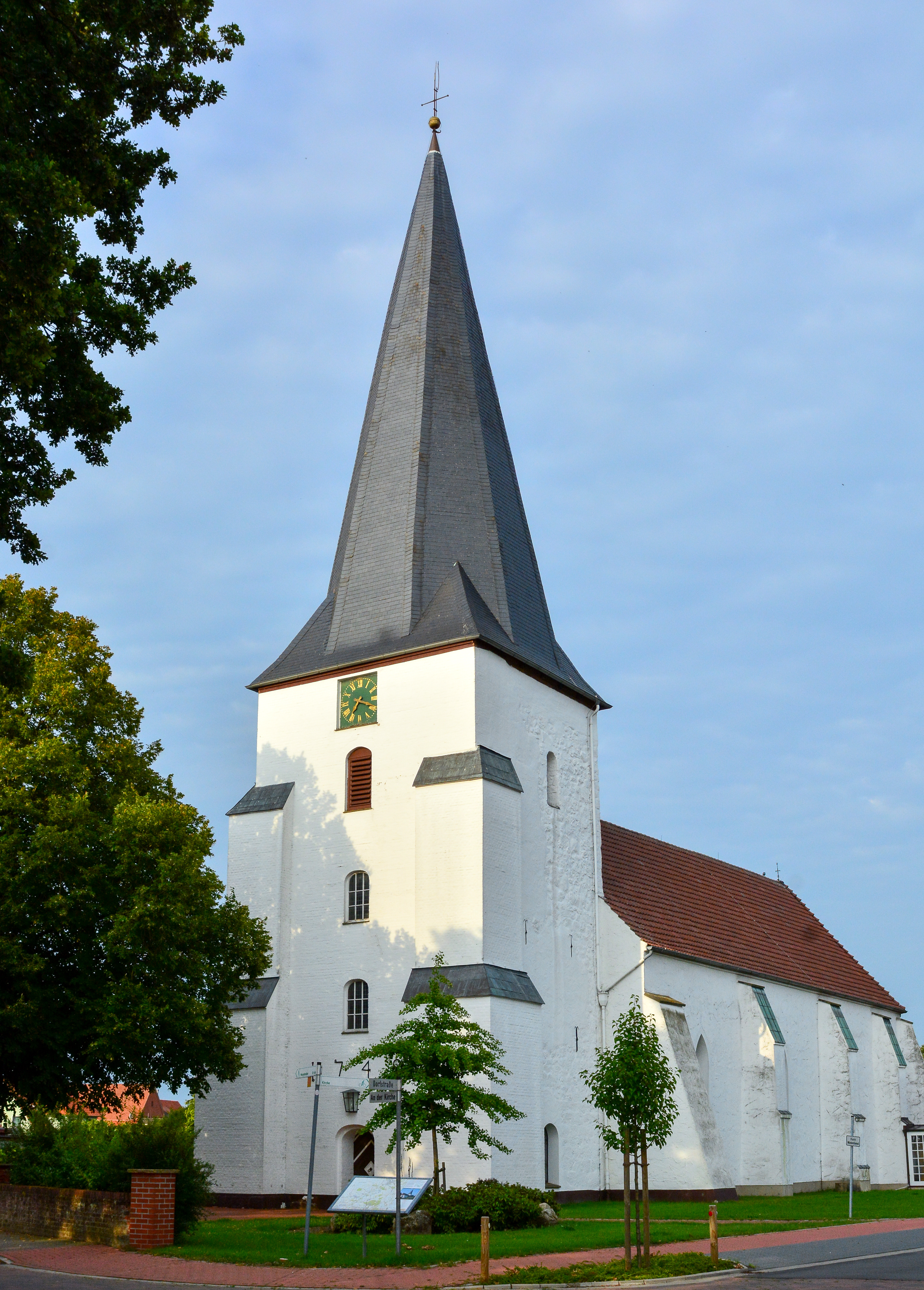
聖ヤコービ教会

#### ドレッバーの教会
ヤコービドレッバーの福音主義聖ヤーコブス教会（旧聖クリストフォルス教会）は、後期ゴシック様式のザールキルヒェであり、多角形の閉じた内陣と西塔を有する。この教会は白い漆喰で塗装がなされている。花崗岩のずんぐりとした正方形の塔は13世紀に造られた。西壁は1748年にレンガで新たに造られた。塔は、高い八角形の屋根を戴いている。身廊はどっしりとした控え壁を結ぶ簡素な尖頭アーチによる3つの梁間で構成されている。教会内部からは交差リブヴォールトが見られる。祭壇背後の飾り壁、講壇、そしておそらくオルガン階も1681年に建設されたものだが、ややネオゴシック様式を思わせる古典主義様式のオルガンは1819年製である。

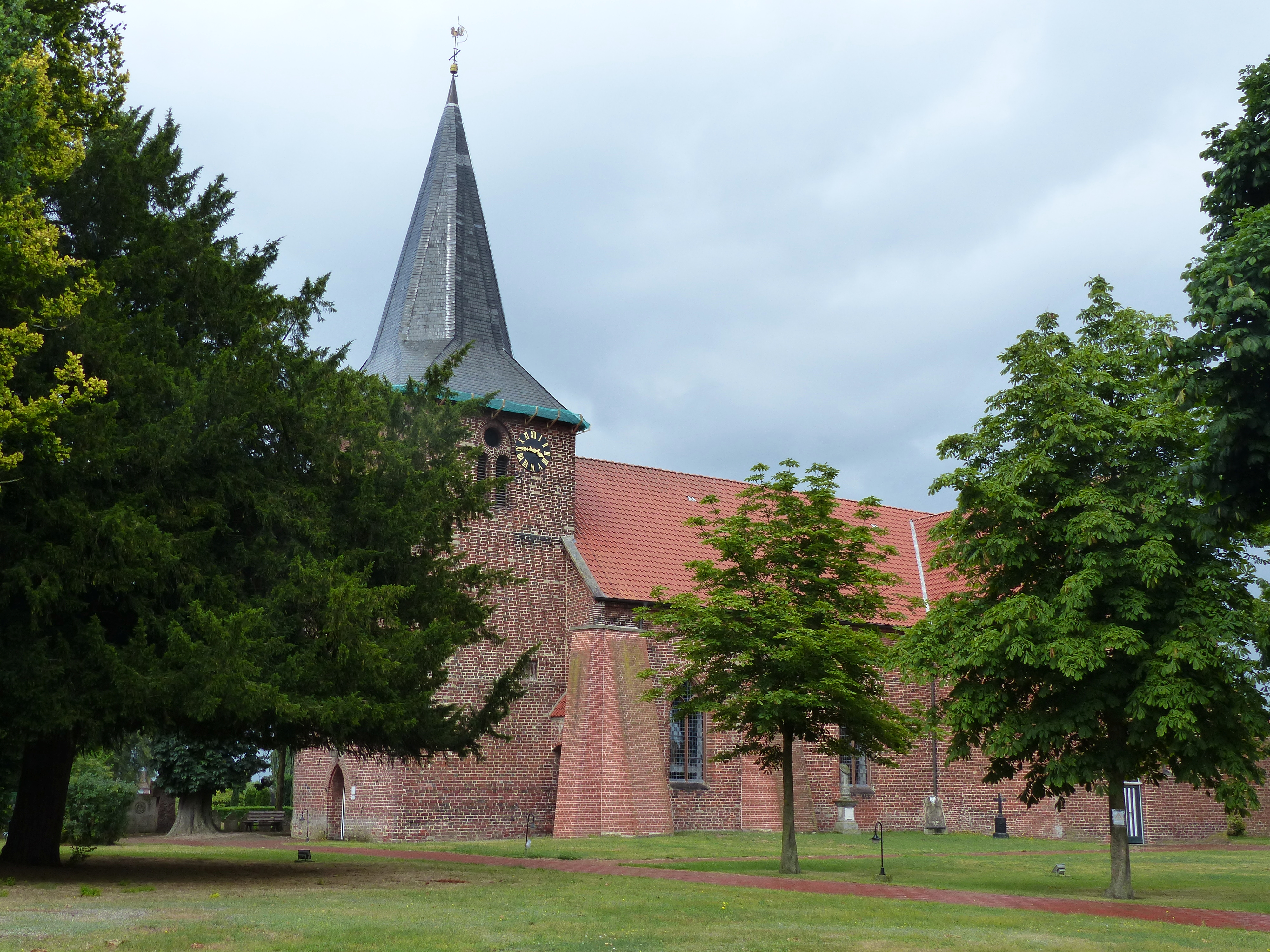
聖マリエンおよびパンクラティウス教会

#### 聖マリエンおよびパンクラティウス教会
マリエンドレッバーの福音主義聖マリエンおよびパンクラティウス教会は、初期ゴシック様式の旧修道院教会である。多角形の内陣を有するこのレンガ造りのザールキルヒェは、西塔と南側の翼廊を有している。教会の中核部分は13世紀後期に造られた。この教会は15世紀に改築がなされた。1857年から1860年にさらに整備が行われ、これにより南の破風、ほぼ全ての窓が刷新され、壁がかさ上げされた。東側の内陣の窓だけは元の大きさと様式のまま遺された。祭壇は1665年製、講壇は1673年、洗礼盤は13世紀中頃のものである。教会内に最後のディープホルツ伯フリードリヒ（1585年没）の大きな墓碑もある。これは1582年に砂岩で造られた。この教会では6人の聖職者が礼拝を行ったが、交替で行ったために「ヴェーケンヘレン」（起床する者）、「ヴェーケンディーンスト」（起床の礼拝）と呼ばれた。

## 経済と社会資本

### 交通
交通工学上この町は、ディープホルツとツヴィストリンゲンとを結ぶ連邦道 B51号線によって発展した。駅はディープホルツ - ブレーメン線に面しているが、現在は駅がない。

## 関連図書
- Hans Gerke (1979). Gemeinde Drebber. ed. Drebber. Chronik des Fleckens Cornau und der Kirchspieldörfer Marien- und Jacobidrebber nebst den Ortschaften Brockstreck, Deckau, Felstehausen, Hoopen, Ihlbrock, Specken und Uthüserdrebber. Drebber
- Georg Dehio (1992). “Drebber”. Handbuch der Deutschen Kunstdenkmäler. Bremen / Niedersachsen. München/Berlin